# 21562 Крісмессік
21562 Крісмессік (21562 Chrismessick) — астероїд головного поясу, відкритий 19 серпня 1998 року.
Тіссеранів параметр щодо Юпітера — 3,371.